# Fortuna liga 2016/2017
Fortuna liga 2016/17 je 24. ročníkem nejvyšší slovenské fotbalové soutěže. Potřetí nese název Fortuna podle sponzora – sázkové kanceláře Fortuna. Účastní se 12 týmů, každý s každým hraje jednou na domácím hřišti a jednou na hřišti soupeře a pak se opakuje první část zápasů, takže se za sezónu odehraje 33 kol. Mezi elitu se probojoval tým 1. FC Tatran Prešov, pro nějž to byl návrat do nejvyšší ligy po třech letech. Prešov ve Fortuna lize nahradil sestoupivší mužstvo MFK Skalica.
Mistrovský titul ze sezóny 2015/16 obhajuje klub FK AS Trenčín.
21. prosince 2016 vedení klubu TJ Spartak Myjava oznámilo, že k 1. lednu 2017 odhlašuje A-tým z nejvyšší slovenské ligy a rozpouští kádr. Vedení ligy (Únia ligových klubov) vyhlásilo, že to znamená administrativní sestup, anulování výsledků v sezóně 2016/17 a možnost přihlášení do 3. ligy pro sezónu 2017/18. V únoru 2017 padl verdikt Disciplinární komise Slovenského fotbalového svazu, pokuta 75 000 eur a přeřazení A-týmu do 4. slovenské ligy. Zápasy/výsledky týmu z podzimní části sezóny 2016/17 Fortuna ligy byly anulovány, v platnosti zůstaly pouze góly a kartové tresty soupeřů ve vzájemných zápasech. Spartak Myjava se tak stal prvním a jediným sestupujícím mužstvem, jarní část ligové sezóny se dohrála s jedenácti týmy.

## Tabulka
| Poř. | Tým                    | Z | V | R | P | VG | OG | B |
| ---- | ---------------------- | - | - | - | - | -- | -- | - |
| 1.   | FK AS Trenčín          | 0 | 0 | 0 | 0 | 0  | 0  | 0 |
| 2.   | ŠK Slovan Bratislava   | 0 | 0 | 0 | 0 | 0  | 0  | 0 |
| 3.   | TJ Spartak Myjava      | 0 | 0 | 0 | 0 | 0  | 0  | 0 |
| 4.   | FC Spartak Trnava      | 0 | 0 | 0 | 0 | 0  | 0  | 0 |
| 5.   | MŠK Žilina             | 0 | 0 | 0 | 0 | 0  | 0  | 0 |
| 6.   | MFK Ružomberok         | 0 | 0 | 0 | 0 | 0  | 0  | 0 |
| 7.   | DAC Dunajská Streda    | 0 | 0 | 0 | 0 | 0  | 0  | 0 |
| 8.   | FO ŽP ŠPORT Podbrezová | 0 | 0 | 0 | 0 | 0  | 0  | 0 |
| 9.   | FC ViOn Zlaté Moravce  | 0 | 0 | 0 | 0 | 0  | 0  | 0 |
| 10.  | FK Senica              | 0 | 0 | 0 | 0 | 0  | 0  | 0 |
| 11.  | MFK Zemplín Michalovce | 0 | 0 | 0 | 0 | 0  | 0  | 0 |
| 12.  | 1. FC Tatran Prešov    | 0 | 0 | 0 | 0 | 0  | 0  | 0 |

Poznámky:
- Z = Odehrané zápasy; V = Vítězství; R = Remízy; P = Prohry; VG = Vstřelené góly; OG = Obdržené góly; B = Body

Legenda:
|  | druhé předkolo Ligy mistrů UEFA 2017/18 |
|  | první předkolo Evropské ligy 2017/18    |
|  | Sestup do 2. slovenské ligy             |